# Павлов, Александр Сергеевич (экономист)
Алекса́ндр Серге́евич Па́влов (род. 1 января 1953, Павлодар) — экономист, финансист, банкир
, государственный и политический деятель Республики Казахстан.

## Биография
Родился 1 января 1953 года в городе Павлодар.
В 1974 году окончил финансово-экономический факультет Белорусского института народного хозяйства им. В. В. Куйбышева, затем, в 1991 г. — Академию общественных наук при ЦК КПСС.
1974—1975 работал старшим экономистом отдела финансирования и контроля сельского хозяйства финансового отдела Павлодарского облисполкома
1975—1976 служил офицером в Советской Армии
1976—1987 заместитель начальника финансового отдела, начальник планово-экономического отдела ПО «Павлодарский тракторный завод им. В. И. Ленина»
1987—1991 начальник финансового управления Павлодарского облисполкома
В 1991—1992 — заместитель председателя Павлодарского облисполкома.
1992—1994 заместитель главы Павлодарской областной администрации
март-октябрь 1994 г. начальник Главной налоговой инспекции, первый заместитель министра финансов Республики Казахстан
октябрь 1994 г — феврале 1998 г. министр финансов Республики Казахстан
сентябрь 1996 года — 1999 гг. — одновременно заместитель премьер-министра Республики Казахстан
В мае 1998 подавал Назарбаеву прошение об отставке. Был обвинен рядом СМИ в лоббировании интересов частных фирм. Отставка не принята.
В октябре 1999-ноябре 2000 — 1-й вице-премьер правительства.
С сентября 2001 года — член Совета предпринимателей при Президенте Республики Казахстан
2001—2002 гг. — Заместитель Председателя Совета директоров, Заместитель Председателя Правления АО «Корпорация „Казахмыс“».
В 2002—2003 гг. — Заместитель Премьер-министра, Министр финансов Республики Казахстан
В июне 2003 — 6 января 2004 — Первый заместитель Премьер-министра Республики Казахстан
С 2004 года является Внештатным советником Президента Республики Казахстан.
С 12 марта 2004 — 4 июля 2007 — (избран на 6-м внеочередном съезде) — один из трех сопредседателей — заместителей председателя партии «Отан/Нур Отан» (вместе с А. Ермегияевым и Ж. Туякбаем, председатель — Н. Назарбаев).
С 25 марта 2004 по настоящее время является Председателем Совета директоров АО «Народный сберегательный банк Казахстана».
С 22 октября 2005 — Независимый член Совета Директоров АО "Казахстанский Холдинг по управлению государственными активами «Самрук».
c 04.07.2006 по 2009 — Заместитель Председателя НДП «Нур Отан»
C сентября 2007 года — член Совета национальных инвесторов при Президенте Республики Казахстан
.
Почетный гражданин города Павлодар.

## Дополнительно
А. С. Павлов — один из активных участников экономических реформ в Казахстане. Под его руководством разработан и принят первый в СНГ налоговый кодекс, подготовлен проект концепции реформы пенсионной системы Казахстана, сформировано новое бюджетное законодательство, построена система внешнего заимствования и управления внешним долгом, создан рынок государственных ценных бумаг.
В разные годы он представлял Казахстан в международных финансовых организациях: Международном Валютном Фонде, Европейском банке реконструкции и развития, Азиатском банке развития; избирался членом правления Национального банка Республики Казахстан.
Возглавлял Комиссию по развитию малого предпринимательства и Высшую научно-техническую комиссию при Правительстве Республики Казахстан. Избирался в Национальный Совет по устойчивому развитию Республики Казахстан.
Внештатный советник президента Н. А. Назарбаева, с 2004 г. — заместитель председателя народно-демократической партии «Нур Отан», возглавляемой Н. А. Назарбаевым, с 2007 г. — член бюро политсовета партии.
Автор более 200 публикаций по различным вопросам социально-экономического развития республики, почётный профессор Карагандинского Государственного университета им. Е. А. Букетова.

## Награды
- Орден «Курмет» (1998)
- Орден «Барыс» II степени (2003)[4]
- Орден «Первого Президента Республики Казахстан Нурсултана Назарбаева» (20.12.2009)[5]
- Орден Отан (2014)[6]

## Семья
Женат. Жена — Наталья Александровна. Двое дочерей — Ольга и Елена.